# 망자의 서
《망자의 서》는 매주 월요일 GAR2, 오쌤이 다음 웹툰에서 연재하는 웹툰이다.